# Neratinib
Neratinib (INN; tên thương mại Nerlynx; mã phát triển HKI-272) là một thuốc chống ung thư ức chế tyrosine kinase.

## Tác dụng
Neratinib được sử dụng như một liệu pháp bổ trợ cho ung thư vú giai đoạn sớm trong đó HER2 biểu hiện quá mức, sau khi điều trị với trastuzumab.
Bệnh nhân nên dùng thuốc phòng tiêu chảy trước khi sử dụng neratinib.
Phụ nữ đang mang thai không nên sử dụng và phụ nữ không nên mang thai khi đang điều trị neratinib, và người phụ nữ đang cho con bú cũng không nên sử dụng thuốc do gây nguy hiểm cho thai.
Một thử nghiệm lâm sàng chứng minh rằng kết hợp neratinib và Temsirolimus làm tăng đáp ứng ở 19% các bệnh nhân từ 2 đến 18 tháng trong bệnh nhân ung thư phổi có đột biến HER2. Tiêu chảy là độc tính thường gặp và được dự phòng tốt bằng loperamide.

## Tương tác thuốc
Bệnh nhân đang sử dụng neratinib không nên dùng thuốc giảm dịch vị dạ dày bao gồm ức chế bơm proton và đối kháng receptor H2.
Các thuốc ức chế CYP3A4 tăng hoạt động của neratinib và có thể làm tăng thêm tác dụng không mong muốn của thuốc, và các thuốc làm hoạt hóa CYP3A4 khiến neratinib kém hoạt động hơn và giảm hiệu quả điều trị của nó.  Neratinib cũng ức chế p-glycoprotein và tăng liều của các thuốc như digoxin tùy thuộc vào sự bài tiết của chúng.

## Dược lý
Giống như lapatinib và afatinib, nó là một thuốc ức chế kép cả  thụ thể yếu tố phát triển biểu bì người 2 (Her2) và thụ thể yếu tố phát triển biểu bì (EGFR) kinases.< Thuốc ức chế chúng bằng cách gắn liên kết đồng hóa trị với chuỗi bên cystein trong các protein đó.

## Hóa học
Neratinib là một dẫn xuất 4-anilino-3-cyano quinoline.